# Astacilla cymodocea
Astacilla cymodocea là một loài chân đều trong họ Arcturidae. Loài này được Menzies & Glynn miêu tả khoa học năm 1968.